# Буаска (Торино)
Буаска је насеље у Италији у округу Торино, региону Пијемонт.
Према процени из 2011. у насељу је живело 78 становника. Насеље се налази на надморској висини од 463 м.